# Park zamkowy w Żywcu
Park zamkowy w Żywcu, nebo Park Habsburgów a česky lze přeložit jako Hradní park Żywiec nebo Habsburský park, je městský park ve čtvrti Śródmieście města Żywiec v okrese Żywiec v jižním Polsku. Rozkládá se podél Starého hradu Żywiec a Habsburského paláce v centru města na ulici Zamkowa až k ulici Witosa. Geograficky se také nachází v kotlině/pánvi Kotlina Żywiecka ve Slezském vojvodství. Park je památkově chráněn.

## Historie a popis parku
Rozlehlý historický hradní park se starými stromy a širokými alejemi v Żywci patří mezi nejkrásnější městské parky v Polsku.
První zmínka o hradním parku pochází z roku 1664. Do počátku 18. století byl starý hrad Komorowských, tehdy již ve vlastnictví Wielopolských, obklopen hospodářskými budovami, rybníkem, zeleninovou zahradou a studnou. V roce 1712 se na tomto místě pustil další żywiecký pán Adam Wielopolski do vytváření zahrady v italském stylu. Později Andrzej Wielopolski nařídil přeměněnu na tehdy populární krajinářský park v anglickém stylu se stromy, keři, záhony květin, vodními kanály, fontánou, čínským pavilonem (Domek Chiński w Żywcu), mostky, mýtinami aj. Následně Habsburkové navázali na práci svých předchůdců (od konce 19. století až do 30. let 20. století). V roce 2009 prošel park revitalizací.

## Některé zajímavosti v parku
- Dub Franciszek - památný dub letní.
- Domek Chiński w Żywcu - činský pavilon.
- Ławeczka Alicji Habsburg w Żywcu - bronzová lavička a socha.
- Park miniatur Ziemi Żywieckiej - expozice miniatur.
- Mini Zoo Żywiec - malé Zoo.

## Další informace
Park je celoročně volně přístupný a vedou přes něj turistické i cyklistické trasy.

## Galerie

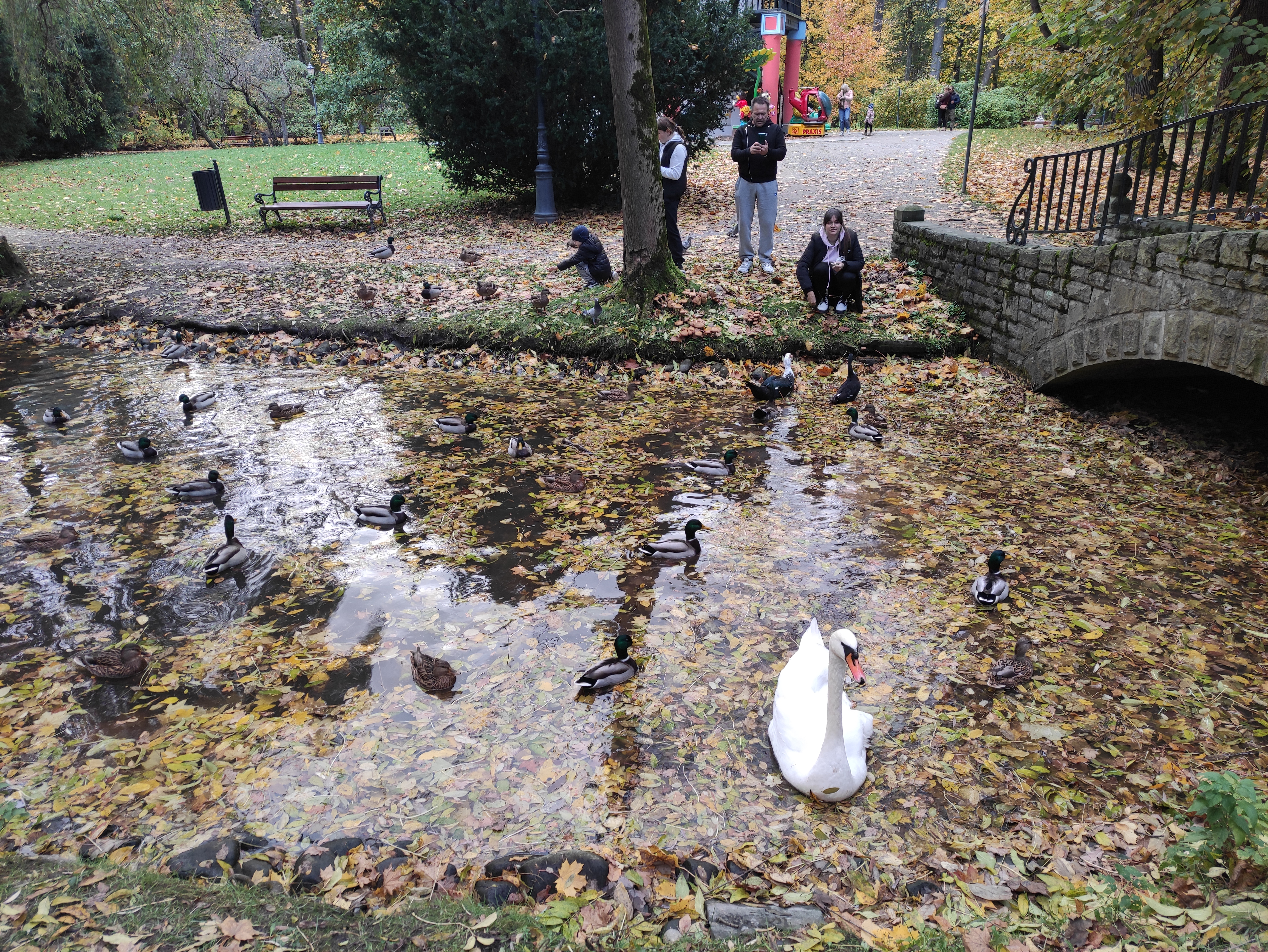
Labutě na potoku
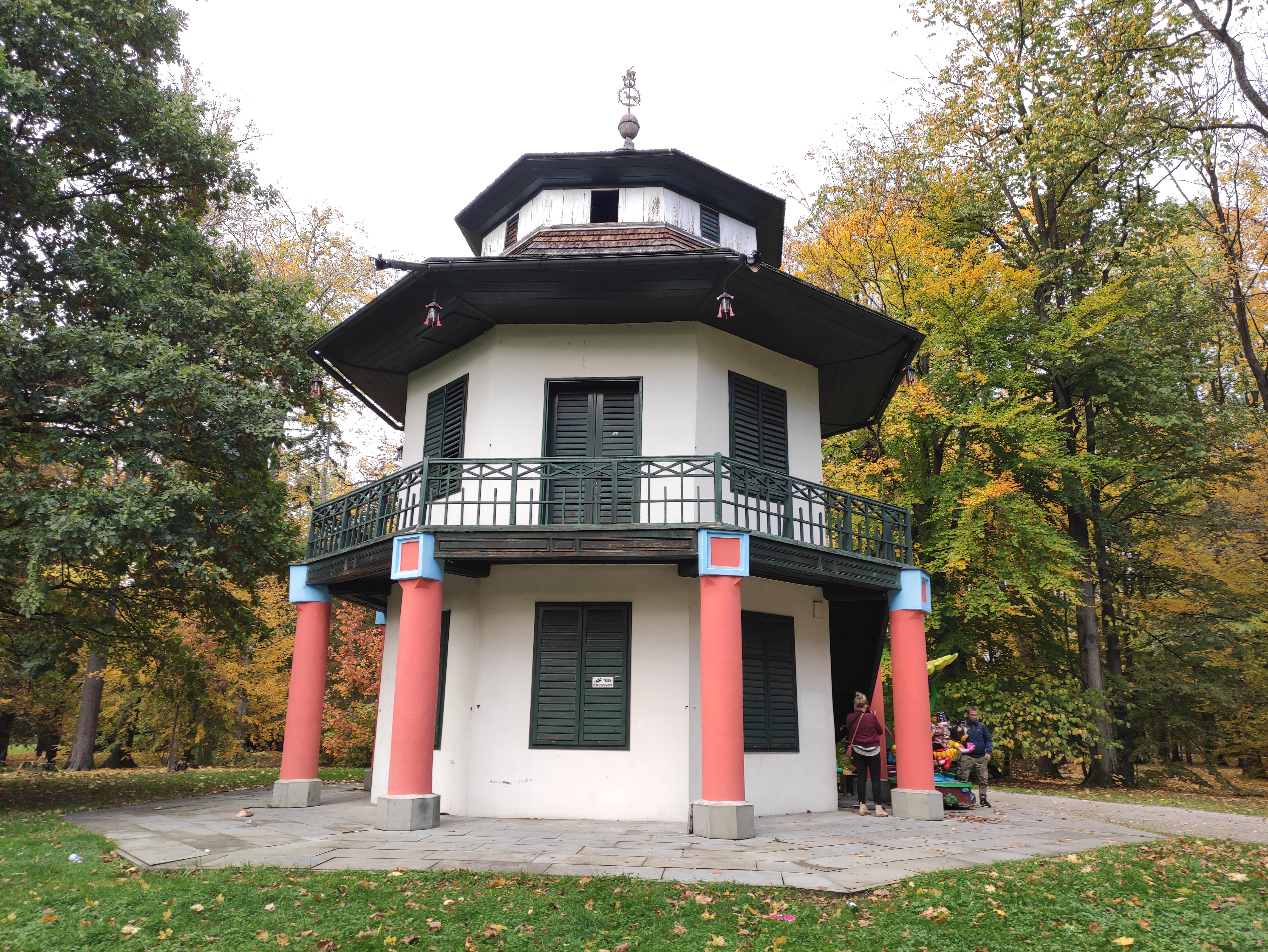
Čínský pavilon (Domek Chiński w Żywcu)
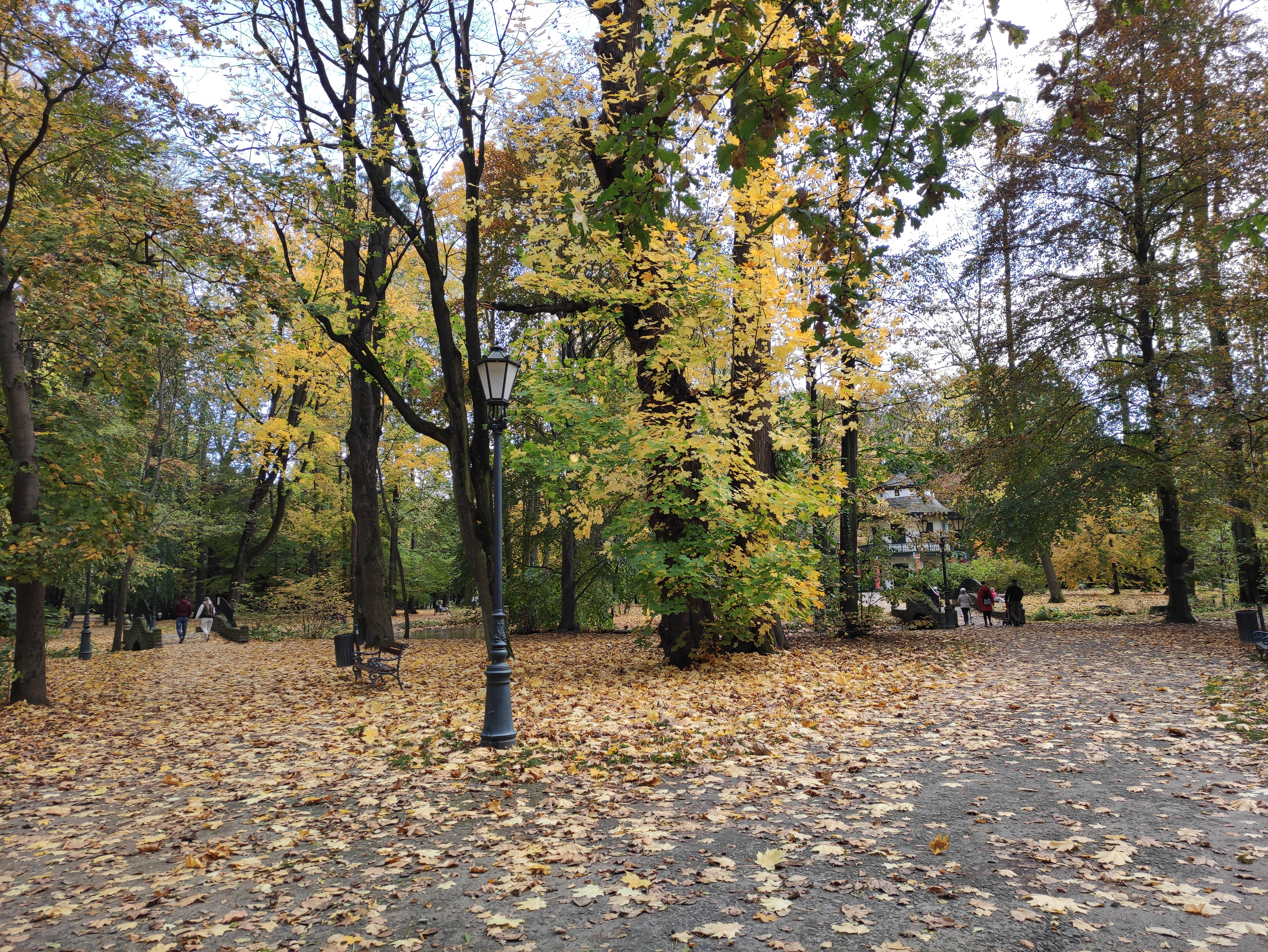
Cesta k Čínskému pavilonu
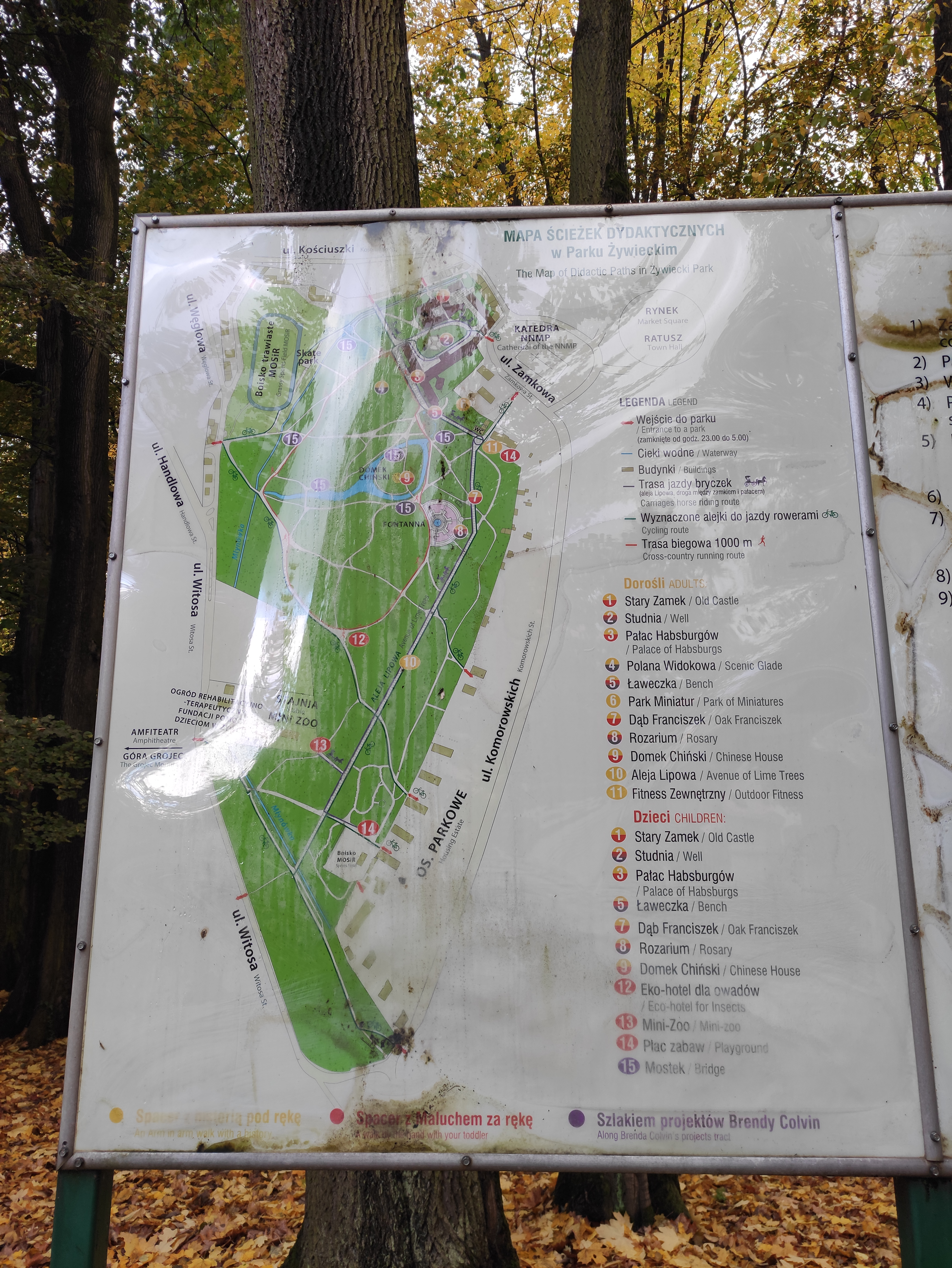
Informační panel s mapou parku
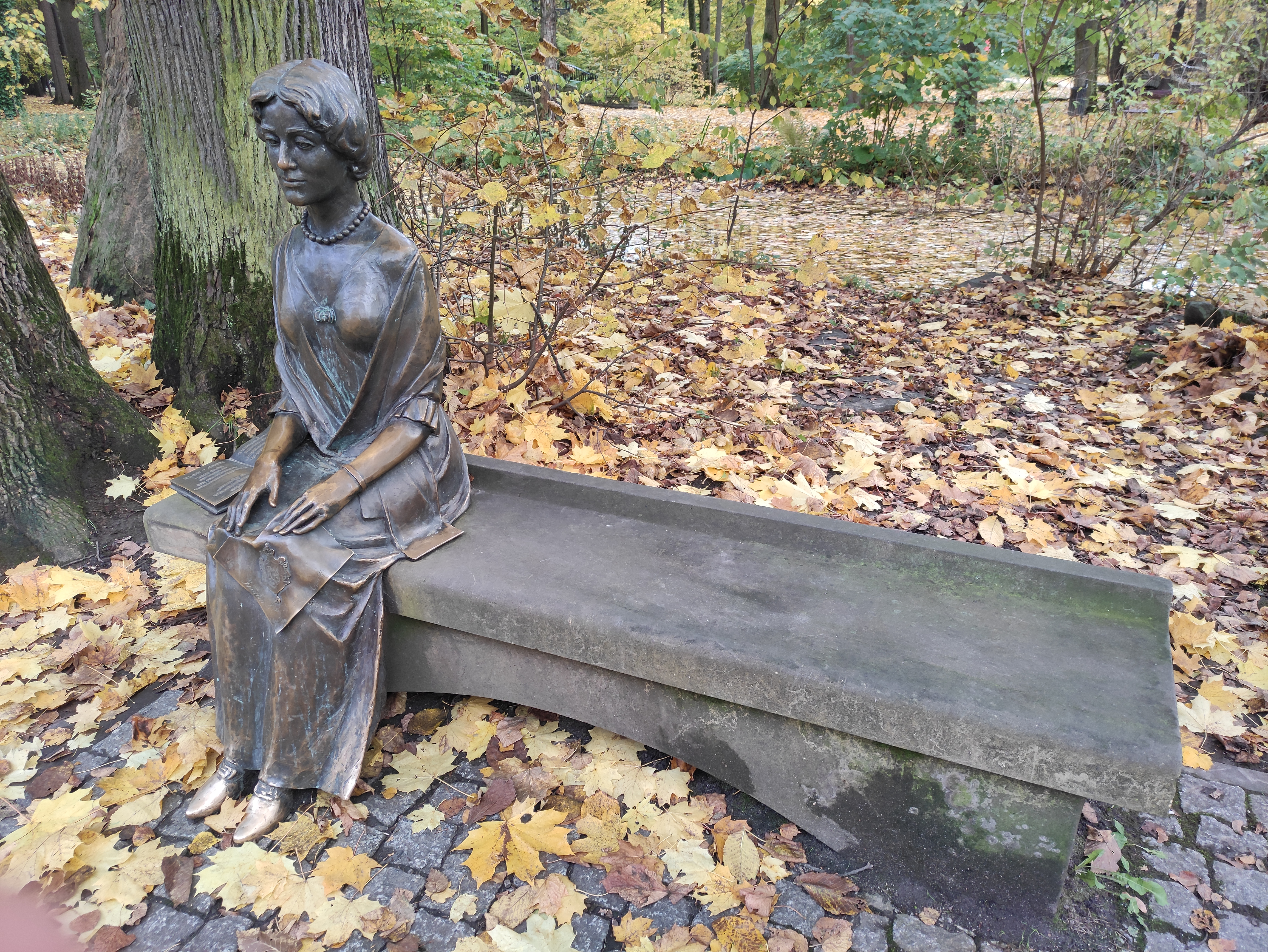
Ławeczka Alicji Habsburg
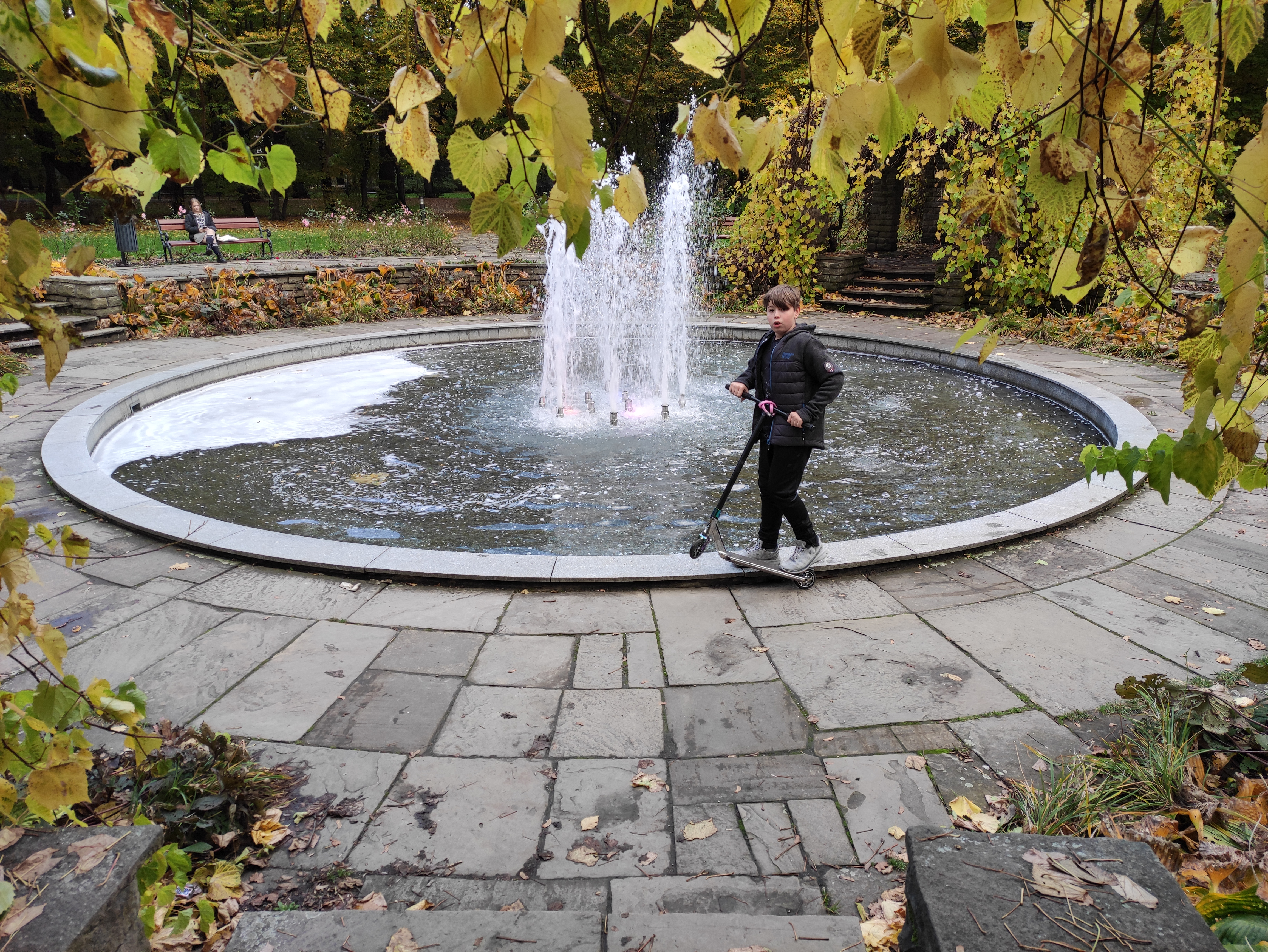
Okrouhlý bazen s fontánou (Okrągły basen z fontanną)
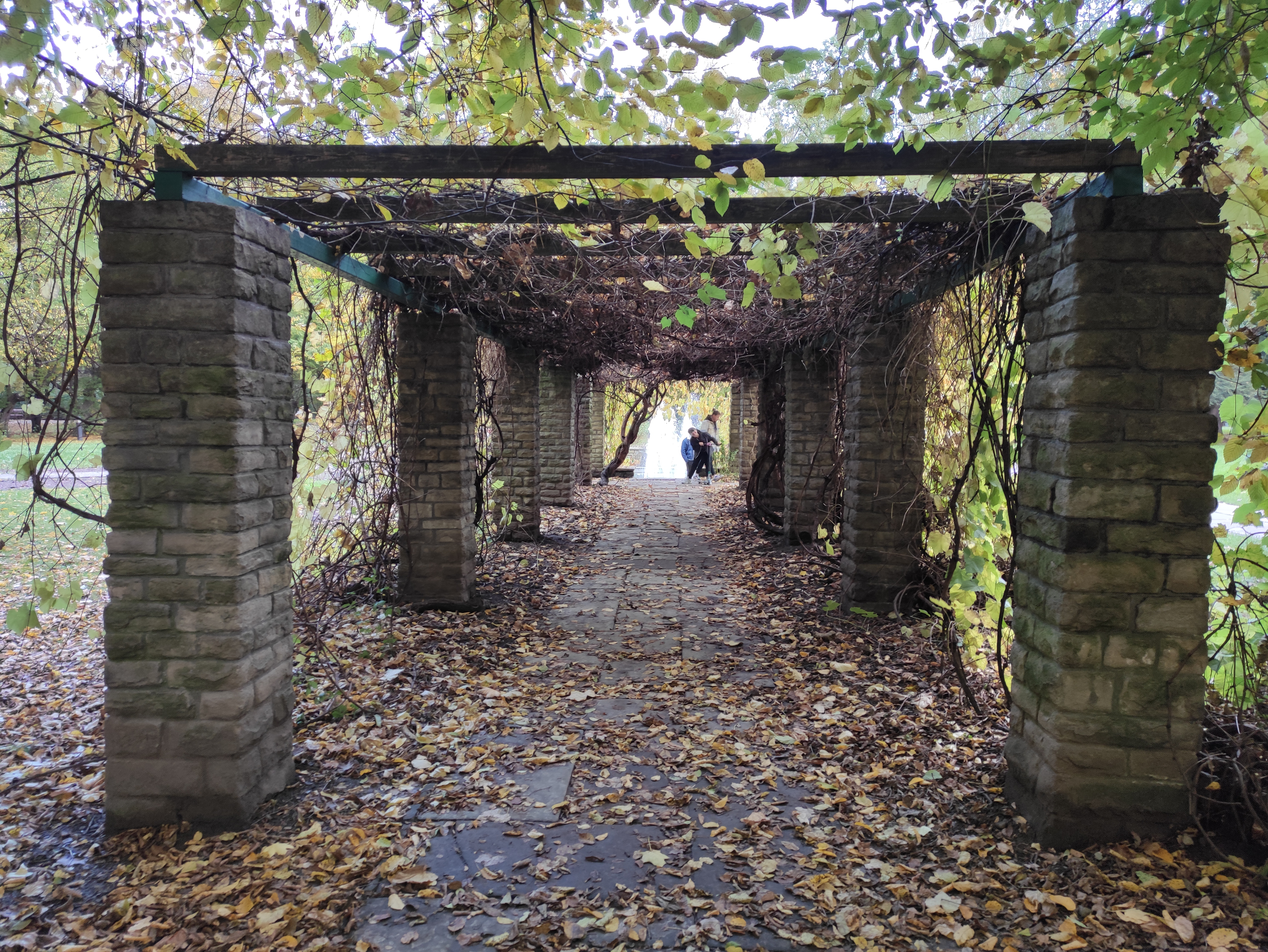
Cesta k Okrouhlému bazenu s fontánou
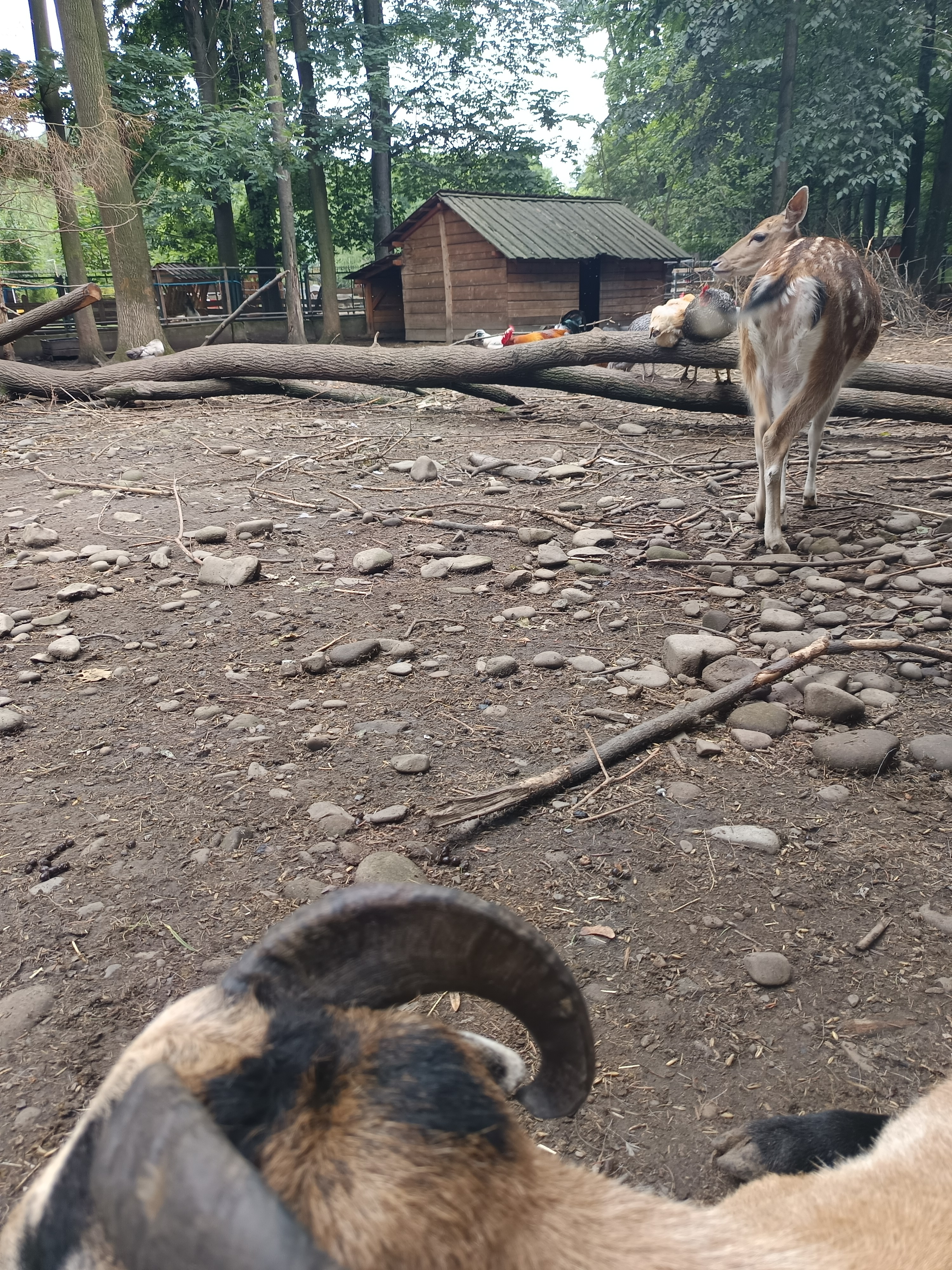
Żywieckie Mini-Zoo